# 小路さとし
小路 さとし（こうじ さとし、1967年5月1日 - ）は、日本の俳優。岩国市出身。宝井プロジェクト所属。以前はグッドラックカンパニーに所属していた。
柔道初段。

## 出演

### テレビドラマ
- 絶対零度 〜未解決事件特命捜査〜Special （2011年7月8日、フジテレビ）- 横山 役
- 湯けむりスナイパー お正月スペシャル2012（2012年1月6日、テレビ東京）- 常連客オオタケ 役
- 大河ドラマ大作戦  （2012年8月26日、NHK） - 小道具スタッフ 役
- 走馬灯株式会社（2012年9月17日、TBS）- 電話の声（黒瀬の上司）役
- PRICELESS〜あるわけねぇだろ、んなもん!〜  （2012年12月3日・12月17日・12月24日、フジテレビ）
- とんび（2013年1月13日-、TBS）- ヤスの同僚 役
- 書店員ミチルの身の上話 （2013年3月12日、NHK）
- 白衣のなみだ  第2部 慈命（2013年5月8日、東海テレビ） - 酔客 役
- 確証～警視庁捜査3課 （2013年5月13日、TBS） - 運転手 役
- 家族の裏事情 （2013年11月22日、フジテレビ） - 工事現場の先輩 役
- 港古志郎警視 II 第12話「行旅死亡人」（2014年9月24日、BS11） - 野口秀樹 役
- 素敵な選TAXI （2014年11月4日、関西テレビ） - バスの乗客 役
- ビンタ!〜弁護士事務員ミノワが愛で解決します〜（2014年12月12日、読売テレビ） - 中華料理店の客 役
- 沈まぬ太陽 第1部（2016年6月19日、WOWOW）
- ウルトラマンオーブ （2016年7月30日、テレビ東京） - アイスのワゴン販売員 役
- AKBラブナイト 恋工場 第33話「結婚の理由」（2016年8月24日、テレビ朝日） - ジョニー 役
- 税務調査官・窓際太郎の事件簿 31（2016年12月12日、TBS） - 下関西税務署 統括官 役
- オバチャン保険調査員 赤宮楓のマル秘事件簿  （2017年8月21日、MBS TBS） - 柏崎の同級生 役
- 海月姫（2018年3月5日、フジテレビ）
- 宮本から君へ（2018年6月22日、テレビ東京） - 運転手 役
- ドクターX〜外科医・大門未知子〜  第6期（2019年10月31日、テレビ朝日） - もんじゃ焼き屋大将 役
- ナンバMG5（2022年5月11日、フジテレビ）- ラーメン店店員 役[2]
- ファーストペンギン!（2022年10月5日 - 12月7日、日本テレビ） - 亀田 役[3][4]
- 癒やしのお隣さんには秘密がある（2023年8月5日・9月9日・9月16日、日本テレビ） - 中華屋店員 役[5] [6] [7] [8]
- 嘘解きレトリック 第4話（2024年10月28日、フジテレビ） - 久保の父 役[9]

### 配信ドラマ
- マイスリーシネマ　やさしい眠りの物語 サノフィ･アベンティス（2010年）
- キングラン戦隊 THE MOVIE （2010年）キングラン
- AKBホラーナイト アドレナリンの夜 第22話「先生、嫌い」（2015年12月17日 ビデオパス・テレ朝動画） - 川島 役
- ヒキツGO!（2017年） 立行政法人 中小企業基盤整備機構
- 木村さ〜〜ん! 第157回 木村拓哉の真剣「コント」！KIMURA SAAAAN! HIGH！「お財布」（2021年8月1日 GYAO!）- おやっさん 役[10]
- 北欧、暮らしの道具店 「庭には二羽」（2022年4月29日）クラシコム- 八百屋のコウジさん 役[11][12]
- 死神さん2 第弐話（2022年9月24日、Hulu）- 焼鳥屋鳥金大将 役[13]

### 映画
- ラスト・フランケンシュタイン （1991年、松竹）
- 人間失格（2010年、角川映画）
- CUT（2011年、ビターズ・エンド、マッチポイント）
- カイジ2 人生奪回ゲーム （2011年11月5日 、東宝）
- 群青（2011年、さいたまSKIPシティ コパトンTHEムービー）
- 人喰いメイドと殺人ナース （2011年）
- あなたへ （2012年8月25日、東宝）
- 図書館戦争 （2013年4月27日、東宝）
- ウチのはらのうち（2013年8月31日、トリウッドスタジオプロジェクト）
- キッズ・リターン 再会の時 （2013年10月12日、オフィス北野　東京テアトル）
- 渇き。（2014年6月27日、ギャガ）
- 鷲と鷹（2014年 ユナイテッドエンタテインメント）
- 色あせてカラフル（2015年、トリウッドスタジオプロジェクト）
- ジョーカー・ゲーム（2015年1月31日、東宝）
- 天使に“アイム・ファイン”（2016年3月19日、日活）
- 昼顔（2017年6月10日、東宝）
- DESTINY 鎌倉ものがたり  （2017年12月9日、東宝）
- Noise　ノイズ  （2019年）
- クロノス・ジョウンターの伝説 （2019年）
- 恋する寄生虫（2021年11月12日、KADOKAWA）

### CM
- OBC「勘定奉行」 IT 担当は誰だ篇 ・ ウェブってなんだっけ篇
- 秋葉原電気振興会 「秋葉原電気まつり」 そんなにいっぱい篇（2002年）
- 森永製菓　ウイダー in ゼリー 「暑さを楽しめ。」篇 （2010年）- 魚屋 役
- キリン ラガービール 「立ち飲み」篇（2010年）
- Yahoo!モバゲー「Y+M」篇（2010年）
- 総務省 「経済センサス活動調査」（2011年）
- 大東建託 「刑事ガサ入れ」篇（2011年）- 刑事 役
- 読売新聞 「配達する力」篇（2012年）- 横山 役
- キリンビバレッジ FIRE 「新 FIRE 息子へ」篇（2012年）
- 日本生命 企業 CM 「オレンジ」篇（2013年）
- 読売新聞 「配達する力 エア配達」篇（2013年）- 横山 役
- ブラウン 「オーラル B」（2016年）- 中華店店主 役
- ノーベル製菓　サワーズ SOURS グミ 「顔パス」篇（2016年）- 警備員 役
- ENEOS 「ENEOSでんき この顔を思い出してください/一軒家」篇（2018年）- パパ 役 [14]
- NEC CAN「食料需給最適化」篇（2020年）
- オイシックス「オイシックスと呼ばれて」篇（2022年）
- 味の素冷凍食品　白チャーハン「減塩がぐーっと!」篇（2023年）- 大将 役

### WEB CM
- モンデリーズ・ジャパン「HALLS DELIVERY BEAR SERVICE」（2015年）
- ライオン 「PRO TEC」（2015年）

### ラジオCM
- 立行政法人 中小企業基盤整備機構「ヒキツGO!」（2017年）

### 車内広告
- NTTドコモ（2013年）

### 情報・バラエティ
- 経済ドキュメンタリードラマ ルビコンの決断  （2009年8月27日、テレビ東京）
- 突撃!アッとホーム 北島三郎サプライズのお知らせ36本（2014年4月4日、NHK）
- あなたの知るかもしれない世界 6「ゆるキャラに入ることになったら」（2015年2月17日、フジテレビ）
- Mr.サンデー （2015年11月22日、2015年11月29日、フジテレビ・関西テレビ）
- 水曜エンタ  「世界の衝撃ストーリー  」（2016年10月19日、テレビ東京）
- ワールド極限ミステリー （2021年3月3日、TBS）
- 水曜日のダウンタウン （2021年6月16日、TBS）[15]
- 世界の何だコレ!?ミステリー 新春3時間SP（2022年1月5日、フジテレビ）- 本多静六 役
- 世界の何だコレ!?ミステリーSP（2023年5月31日、フジテレビ）- 三木大雲 役[16]
- 水曜日のダウンタウン （2024年8月14日、TBS）- 蔵内隆秀 役[17]
- 中居正広の金曜日のスマイルたちへ （2024年11月8日、TBS）- 不動産屋 役[18]

### MV
- 三代目 J SOUL BROTHERS from EXILE TRIBE「Rat-tat-tat」（2020年）
- 愛美「煩悩☆パラダイス」 (TVアニメ『てんぷる』OPテーマ)（2023年）[19]

### PV
- 乃木坂46『ごめんねFingers crossed 』付属Blu-ray

　　北野日奈子　個人PV「ワタシがアイドルでいられる時間」（2021年） - 北野日奈子 役

### オリジナルビデオ
- ZOMBIE TV（2013年）